# Kłuzów
Kłuzów (ukr. Клузів, Kłuziw) – wieś na Ukrainie, w obwodzie iwanofrankiwskim, w rejonie tyśmienickim.
Pod koniec XIX wieku wieś leżała w powiecie stanisławowskim.